# Беклемишева, Ирина Михайловна
Ирина Михайловна Беклемишева (укр. Ірина Михайлівна Беклемішева, 7 [20] апреля 1903, Нежин — 18 марта 1988, Киев) — украинский советский живописец-пейзажист, представительница киевского академизма, ассоциируемая с соцреалистской традицией; племянница скульптора Владимира Беклемишева. Член Союза художников Украины (с 1938), заслуженный деятель искусств УССР (1964).
В 1927 году окончила Киевский художественный институт (преподаватели Фёдор Кричевский, Михаил Бойчук, Лев Крамаренко, Николай Бурачек). В 1936—1941 годы — преподаватель Киевской художественной школы.
С 1946 жила и работала в Черновцах, где на протяжении сорока лет формировалось её творчество, основой которого является карпатские пейзажи. С 1927 года участвовала в выставках. Персональные выставки: в Черновцах (1958, 1970, 1971, 1993), Киеве (1959). Произведения хранятся в Национальном художественном музее Украины, Харьковском художественном музее, Черновицком художественном музее, Хмельницком областном художественном музее и в других музеях.
В июне 1973 года приняла участие в торжествах по случаю первого выпуска Каменец-Подольской городской детской художественной школы. Умерла в Киеве в 1988 году.